# 李麗娟
李麗娟，GBS，OBE，JP（1949年6月30日—），香港特別行政區政府前女高官，早年就讀瑪利諾修院學校，1971年取得香港大學學士學位，同年加入香港政府任職行政主任，後於1972年8月轉職政務主任職系，並於2004年晉升為首長級甲一級政務官，為香港首位獲政府補送到外國進修的女公務員（1985年取得哈佛大學公共行政碩士）。前名劉李麗娟，離婚後除去夫姓，其前夫為嘉泓物流董事會主席兼非執行董事劉石佑，2人育有1子1女。
在政府服務期間，李曾任職多個部門，她退休前曾擔任：行政立法兩局議員辦事處副秘書長，康樂文化事務專員，行政立法兩局議員辦事處秘書長，副衛生福利司，政務總署署長（1995年8月至1997年6月30日），民政事務總署署長（1997年7月1日至2002年6月）。2002年7月出任民政事務局常任秘書長並於於2005年10月18日開始退休前休假。2006年獲頒授金紫荊星章。

## 著名事項
1989年，李麗娟離任立法局副秘書長，議員送了寫着「眾人契媽」的個金漆招牌給她，因此她後來被人稱為眾人媽打。1996年八仙嶺山火事件後，當時為政務總署署長的李麗娟趕至醫院探望傷者和家人，並與行山遇山火的學生上契。2003年沙士在香港爆發，媽打與另外3名政府女高官，包括時任社會福利署署長林鄭月娥、衛生署署長陳馮富珍和教育統籌局常任秘書長羅范椒芬成立護幼教育基金，為70多名沙士孤雛籌得了超過八千萬教育及生活經費，她們更因而榮獲「抗SARS傑出獎」。